# Albota (gmina)
Albota – gmina w Rumunii, w okręgu Ardżesz. Obejmuje miejscowości Albota, Cerbu, Frătești, Gura Văii i Mareș. W 2011 roku liczyła 3842 mieszkańców.